# Arndt Pekurinen

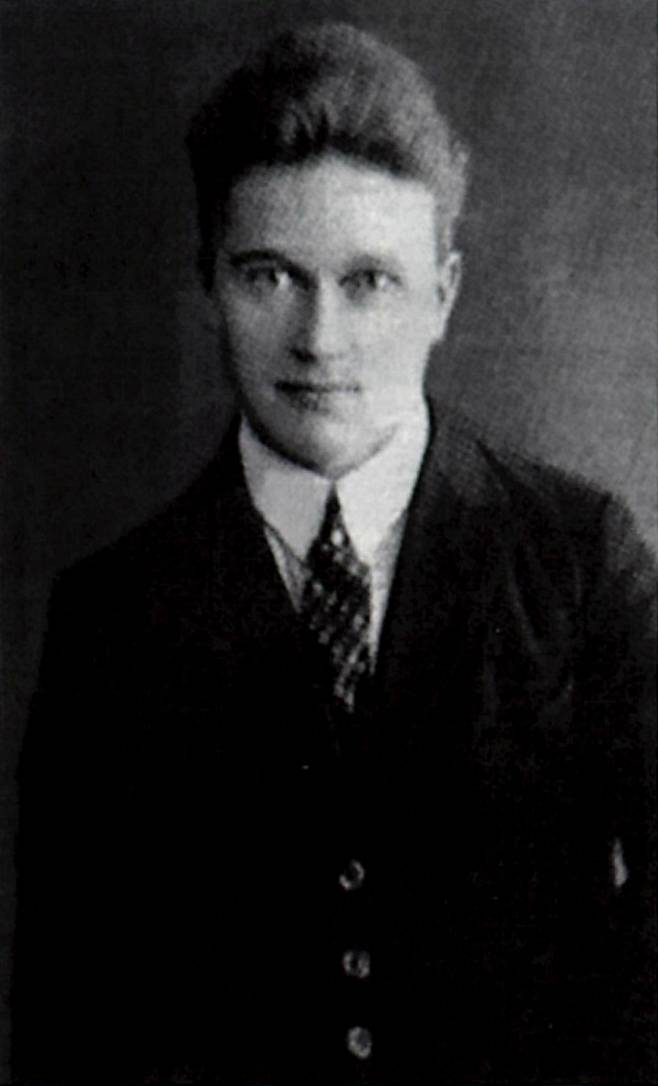
Arndt Pekurinen (1927)

Arndt Pekurinen (* 14. Februar 1905 in Juva, Finnland; † 5. November 1941 Kalevala Bezirk, Sowjetunion, heute Russland) war ein finnischer Pazifist. Für seine Weigerung, am Fortsetzungskrieg teilzunehmen, wurde er 1941 hingerichtet. Sein Fall fand auch Beachtung über Finnland hinaus.

## Leben
Ansonsten als LKW-Fahrer tätig, schloss sich Pekurinen der Finnländischen Friedensunion an, nachdem er Anfang der 1920er Jahre nach Helsinki gezogen war. 1923 gründete er zusammen mit Aarne Selinheimo die Finnische Antimilitaristische Union, deren Vorsitzender er bis zu seinem Tod war.
Als Pekurinen 1929 eingezogen wurde, weigerte er sich eine Uniform zu tragen, wonach er im Gefängnis landete und auf seinen Geisteszustand untersucht wurde. Eine Verweigerung aus religiösen Gründen wurde schließlich akzeptiert, nicht jedoch aus ethischen Gründen, auf die Pekurinen sich berief, was die Ablehnung seiner Verweigerung zur Folge hatte. Nachdem er einen Hungerstreik begonnen hatte, wurde über diesen in der Presse berichtet, wodurch eine Diskussion in der Öffentlichkeit über Pekurinens Überzeugungen und seine Behandlung durch den Staat ausgelöst wurde. Aufgrund dieser Debatte wurden Pekurinens verschieden lange Gefängnisstrafen schließlich in eine einzelne zweijährige Gefängnisstrafe umgewandelt, die er zu diesem Zeitpunkt bereits fast vollständig abgesessen hatte.
Selinheimo verhalf dem Schicksal von Pekurinen auch zu internationaler Aufmerksamkeit, so sandten elf Persönlichkeiten, darunter H. G. Wells und Henri Barbusse, an die finnische Regierung einen Brief, in dem sie die Untersuchung des Falls forderten. Auch Albert Einstein setzte sich in einem Briefwechsel mit dem finnischen Verteidigungsminister Juho Niukkanen für Pekurinen ein. Aufgrund des Drucks seitens Pekurinen und anderer Friedensaktivisten verabschiedete das Finnische Parlament schließlich 1931 ein Gesetz, das eine Kriegsdienstverweigerung aus religiösen Gründen zuließ und ein weiteres, das eine willkürliche Verhaftung und Verurteilung von Kriegsdienstverweigerern, deren Gewissensgründe anerkannt worden waren, verbot.
1939 wurde Pekurinen erneut, diesmal aufgrund des Winterkriegs, eingezogen. Nachdem er den Waffendienst verweigert hatte, wurde er von einem Militärgericht zu zwei Jahren Gefängnis verurteilt und vom Kontakt zu seiner Familie ausgeschlossen. Nachdem er zum Winterkrieg folgenden Fortsetzungskrieg eingezogen worden war, verweigerte Pekurinen auch dieses Mal den Kriegsdienst, einige Monate später wurde er schließlich erschossen.
Pekurinen blieb nach seinem Tod im öffentlichen Bewusstsein präsent, in Helsinki wurde ein Park nach ihm benannt.

## Quelle
- Biographical Dictionary of Modern Peace Leaders, Redaktion: Harold Josephson, Greenwood Press, Westport/London 1985

| Personendaten    | Personendaten                                |
| ---------------- | -------------------------------------------- |
| NAME             | Pekurinen, Arndt                             |
| KURZBESCHREIBUNG | finnischer Pazifist                          |
| GEBURTSDATUM     | 14. Februar 1905                             |
| GEBURTSORT       | Juva                                         |
| STERBEDATUM      | 5. November 1941                             |
| STERBEORT        | Kalevala Bezirk, Sowjetunion, heute Russland |